# Свети Вит (катедрала)
Свети Вит (на чешки: Katedrála svatého Víta) е катедрала, разположена в крепостта Пражки град (с президентската резиденция) в Прага, Чехия. Тя е седалището на архиепископа на града.
Пълното име на катедралата (от 1989 г.) Пражка катедрала „Св. св. Вит, Вацлав и Войтех“ е в чест най-важните чешки светци Вит, Вацлав и Войтех.
В нея са погребани много от кралете на Бохемия. Катедралата е отличен пример за готическа архитектура и най-важната църква в страната.

## Начало
Първата църква, която представлява романска ротонда, е построена на мястото на днешната катедрала през 925 г. от Вацлав I, херцог на Бохемия. За патрон на църквата е избран св. Вит, тъй като Вацлав получава от император Хайнрих I свещена реликва – ръката на св. Вит. Друга хипотеза за избора на патрон се обяснява с желанието на Вацлав да направи християнството по-приемливо за езическото население. Избира Свети Вит поради близката звучност до Световит – славянско божество.

## История на строежа на катедралата
Строежът на днешната готическа катедрала започва на 21 ноември 1344 г., когато епископът на Прага е издигнат в архиепископ. Първият майстор-строител е французинът Матиас от Арас, построил папския дворец в Авиньон. Той проектира основния дизайн на катедралата, като вкарва някои елементи, характерни за френската готика: „Св. Вит“ е трикорабна базилика с аркбутани, къс трансепт, олтар с 5 ниши, десетоъгълна апсида и няколко параклиса.
След като през 1352 г. Матиас от Арас умира, главен строител на катедралата става Петр Парлерж, който тогава е едва на 23 г. Отначало той работи по плановете на предшественика си и, след като приключва строежа дотам, докъдето е планиран от Матиас, Парлер продължава изграждането според собствените си идеи. Със смелия си иновативен дизайн той съчетава по уникален начин различни готически елементи.
През 1406 г. Парлерж умира и строежът е поет от неговите синове – Венцел Парлерж и отчасти Йоханес Парлерж. Те довършват трансепта и голямата кула от южната страна на катедралата.
Строежът на катедралата спира през първата половина на 15 век, когато започват Бохемските войни. Голяма част от интериора на все още незавършената катедрала е ограбен, а през 1541 г. по време на голям пожар катедралата е силно повредена.

## Ренесанс и барок
След като обстановката се успокоява, в края на15 век крал Владислав II възлага работата по завършването на катедралата на архитекта Бенедикт Риед, но малко след започването на работата строежът отново спира поради липса на средства. Макар и кратка работата на архитекта донася някои ренесансови и барокови елементи върху интериора и екстериора на катедралата – най-забележими са бароковият връх на голямата южна кула и органът в северното крило на трансепта.

## Завършване
През 1844 г. по време на среща в Прага на германските архитекти Вацлав Песина заедно с неоготическия архитект Йозеф Кранер предлагат програма за обновяване и завършване на катедралата. По-късно през същата година се сформира „Съюз за завършване на катедралата „Св. Вит“ в Прага“.
Постепенно в началото на 1870-те години работата започва. От интериора са свалени бароковите декоративни елементи и е възстановен първоначалният облик. През 1873 г. Крамер умира и работата му е поета от Йозеф Мокер, който прави проект за западната фасада в класически готически маниер – с 2 кули. Това е моделът, към който се придържа след неговата смърт последният архитект Камил Хилберт.
Розетният прозорец над главния портал, който представя библейски сцени от Сътворението, е проектиран от Франтишек Кисела през 1925 – 1927 г.
Катедралата е окончателно завършена за юбилея на Вацлав I през 1929 г.

## Описание
Южната и Северната стена на катедралата включват венец от параклиси, като се започне с параклиса на св. Людмила Чешка от страната на главния западен вход (тя е от лявата страна).

### Неоготически южен кораб с параклиси
- 1. Параклис на Св. Людмила (първи)
- 2. Параклис на Божи гроб
- 3. Параклис Тун – ляв вход на библиотеката и архива

### Готическа част на южната порта
- 4. Параклис на Божия гроб – под готическата кула в задния вход на кулата
- 5. Параклис на св. Венцеслав

### Готически иконостаси
- 6. Параклис на св. Андрей
- 7. Параклис на Светия кръст
- 8. Параклис на св. Мария Магдалина (Валенщайн) с надгробия, изработени от Матиас от Арас и Петер Парлер
- 9. Параклис на св. Ян Непомуцки (с мощите на св. Адалберт; намира се преди сребърния гроб на Йоан Непомуцки)
- 10. Параклис на Св. реликви – с надгробия на Отокар I (вдясно) и Отокар II (вляво), направени през периода на Карл IV
- 11. Параклис на Светата Троица и Дева Мария – надгробия на Спитигнев II и Бретислав I
- 12. Параклис на св. Йоан Кръстител (св. Антоний Падуански) – готически гробници на Бржетислав II, Борживой II, под прозорците са гробниците на архиепископите Антонин и Мартин Медек
- 13. Параклис на архиепископа (света Агата) – ренесансова гробница на Вратислав II от Пернщайн и архиепископи, погребани през 1793 – 1901 г.;
- 14 Параклис на св. Ана
- 15 Параклис на св. Михаил (Старата ризница) с „Кръщение Христосово“ – картина на Петер Брандъл
- 16 Параклис на св. Сигизмунд с мощите на светци и гробници.

### Неоготически кораб, от северната страна
- 17. Хор и бароков орган
- 18. Параклис на Светото тайнство
- 19. Параклис с гробници на епископ Антоний и архиепископ Франсис. В този параклис сима още две празни места за погребение
- 20. Параклис на Шварценберги (нем. Schwarzenberg, чеш. Schwarzenbergové) – известен дворянски род
- 21. Параклис на св. Агнес Чешка

### Гробници на чешките крале
Гробниците на чешките крале са в криптата на катедралата, двама царе са в мавзолей в предхора на катедралата и на други двама царе и князе в параклиси.
- Бюст на Карл IV
- Бюст на Венцеслас IV
- Бюст на маркграф Йохан Хайнрих
- Венцел I Люксембург
- Отокар II
- Елишка

- Отокар I – крал на Бохемия (1155 – 15 декември 1230 г.)
- Отокар II – крал на Бохемия (1232 – 26 август 1278 г.)
- Рудолф II – херцог на Австрия (1271 – 10 май 1290 г.)
- Юдит Хабсбургска – бохемска кралица (13 март 1271 – 18 юни 1296 г.), съпруга на крал Венцеслав II
- Рудолф I Хабсбург – крал на Бохемия (1282 – 4 юли 1307 г.)
- Бланка Валоа – римска и бохемска кралица (1317 – 1 август 1348 г.), съпруга на римския император и чешки крал Карл IV
- Карл IV, император на Свещената Римска империя и чешки крал (14 май 1316 – 29 ноември 1378 г.)
- Венцеслав IV – бохемски и немски крал (26 февруари 1361 – 16 август 1419 г.)
- Иржи (Подебради) – крал на Бохемия (6 април 1420 – 22 март 1471 г.)
- Анна Ягелонина (23 юли 1503 – 27 януари 1547) – съпруга на император Фердинанд I
- Владислав Постум – крал на Бохемия (22 февруари 1440 – 23 ноември 1457 г.)
- Фердинанд I – император на Свещената Римска империя и чешки крал (10 март 1503 – 25 юли 1564 г.)
- Максимилиан II – император на Свещената Римска империя и чешки крал (31 юли 1527 – 12 октомври 1576 г.)
- Ерцхерцогиня Елеонора Австрийска (4 ноември 1568 – 12 март 1580 г.) – дъщеря на император Максимилиан II
- Рудолф II, император на Свещената Римска империя и крал на Бохемия (18 юли 1552 – 20 януари 1612 г.)
- Мария Амалия Австрийска, херцогиня на Парма (26 февруари 1746 – 18 юни 1804 г.) – съпруга на херцог Фердинанд Пармски

### Съхранявани реликви в катедралата
- Бюст-реликварий на св. Адалберт Пражки, ок. 1500 г.
- Бюст-реликварий на св. Людмила, 14 век
- Реликварий-ръка на св. Людмила от Абатство „Св. Георги“, сл. 13 век
- Детайл от реликвария на св. Вит, сл. 15 век
- Нож на св. Венцеслав, 10 век
- Ръкавица на св. Адалберт, 12 – 14 век

### Камбани
Всяка от камбаните на катедралата има свое име.
- камбана Сигизмунд
- камбана Вацлав
- камбана св. Йоан Кръстител
- камбана Доминик
- камбана Йозеф
- камбана Мария
- камбана Исус

### Мозайка на Страшния съд
Мозайката на Страшния съд е произведение от 1370 – 1372 г., която показва Страшния съд, когато всеки отива или в Рая или в Ада, е реставрирана през 1961 г. и 2000 г. Композицията е разделена на три части. В средата е изобразен Христос като съдия, заобиколен от ангели, носещи инструментите на Христовото страдание под група от шест молители – чешки покровители, разделени от двете страни и обозначени с техните имена, които са коленичили. Отстрани са изобразени Карл IV и четвъртата му съпруга Елизабет Померанска.

## Легенди
- Когато през 1378 г. императорът и чешки крал Карл IV умира, преди смъртта му в камбанарията на катедралата всички камбани започват да звънят от самосебе си и към тях постепенно се присъединяват всички чешки камбани. Карл ги чува преди смъртта си и възкликна: „Ето, деца, Бог е с вас завинаги!“
- Гадателят на крал Венцеслав IV му предрича, че ще умре пред кулата „Св. Вит“. Венцеслав се плаши и избягва кулата. По-късно той има идея, че може да заобиколи пророчеството, ако кулата бъде разрушена. Поръчва тя да бъде разрушена и отива в двореца си и внезапно получава удар. Преди да умре той разбира истинското тълкувание на пророчеството умира – да умре „пред кулата“ означава „преди кулата“.
- Гласът на камбаните на св. Вит може да се променя в зависимост от настроението, което преобладава у Чешката нация. В периода след битката при Бялата планина се твърди, че звънът им е толкова тъжен, че може да събуди дори мъртвите чешки крале в криптата на катедралата.
- Никой не може да окрадне камбаните на кулата: който се е опитал, умира;
- Говори се, че владетелят, който довърши на катедралата „Св. Вит“, най-накрая ще успее да парира турската опасност. Чул това, император Леополд I започва ремонт на катедралата, макар да се изразходват значителни ресурси. Но този слух стига до турците, които започват да стягат войска, така че изграждането на катедралата е предотвратено. Леополд се уплашва и спира строителството и обещаното финансиране, като го пренасочва за укрепване на армията.

## Галерия
- Реконструкция на плана на ротондата
- Реконструкция на плана на базиликата
- План на катедралата
- Романска ротонда на св. Вит

- Изглед от катедралата
- Проект на Кранер
- Проект на Йозеф Мокер
- Катедралата към 1887 г.

- Надгробие на Йоан Непомуцки
- Мавзолей на Хабсбургите
- Бароков амвон
- Надгробна плоча на Леополд

- Антонин Славичек, „Изглед от катедралата“, ок. 1909 г.
- Катедралата
- Св. Вит
- Фрагмент от витраж на Алфонс Муха – северна страна